# Kabinett Weil I
Das Kabinett Weil I wurde am 19. Februar 2013 als neue Niedersächsische Landesregierung unter Ministerpräsident Stephan Weil (SPD) vereidigt. Es löste damit die seit 2003 amtierende schwarz-gelbe Koalition (seit 2010 unter David McAllister) ab. Mit dem Fraktionsaustritt der Grünen-Abgeordneten Elke Twesten verlor die Regierung Anfang August 2017 ihre Ein-Stimmen-Mehrheit. Am 7. August einigten sich die im Landtag vertretenen Fraktionen auf den 15. Oktober 2017 als Wahltermin für vorgezogene Landtagswahlen.

## Mitglieder

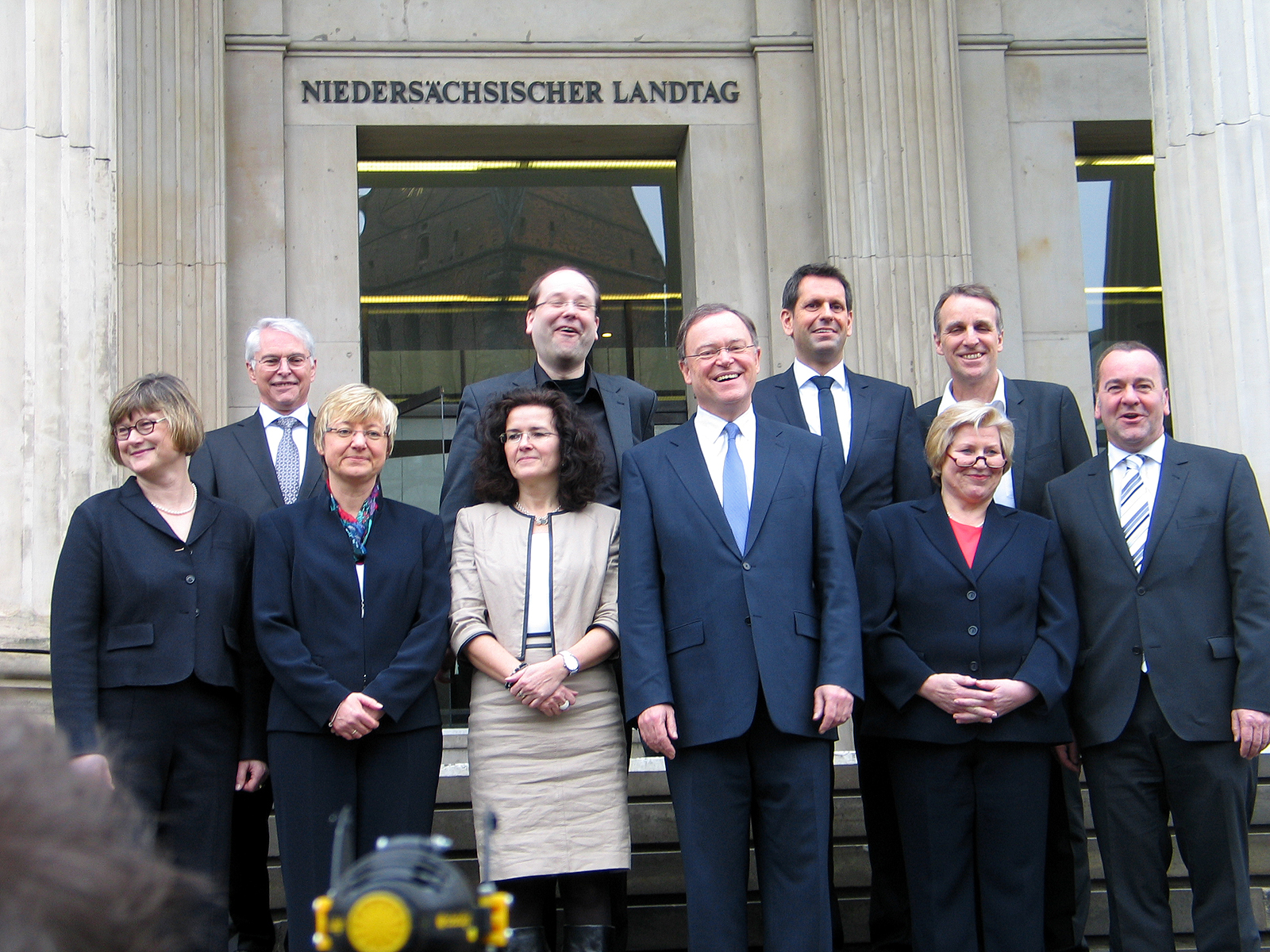
Das Kabinett nach der Wahl 2013 vor dem Niedersächsischen Landtag, von links: Antje Niewisch-Lennartz, Peter-Jürgen Schneider, Frauke Heiligenstadt, Gabriele Heinen-Kljajić, Christian Meyer, Stephan Weil, Olaf Lies, Cornelia Rundt, Stefan Wenzel und Boris Pistorius
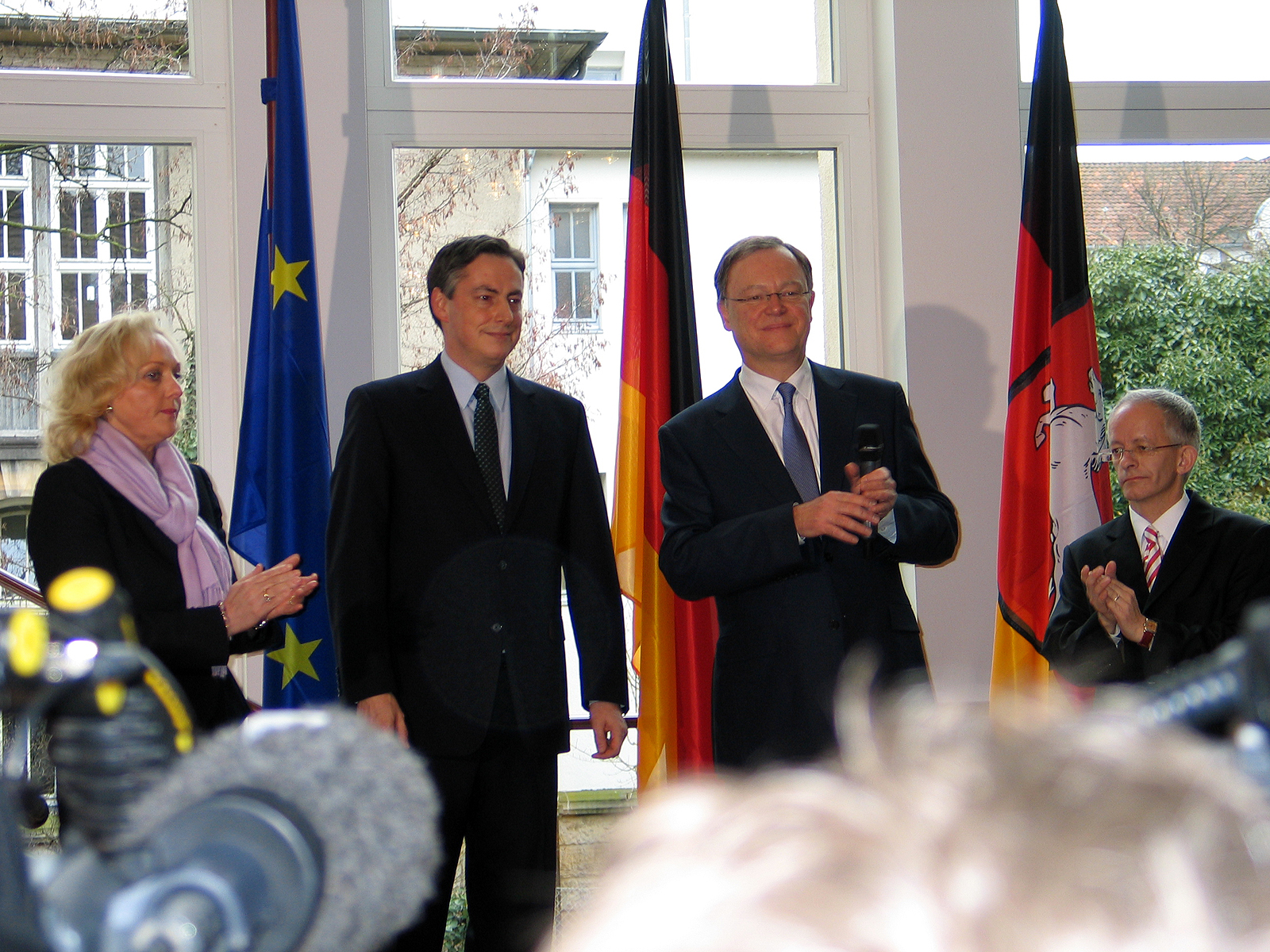
Amtsübernahme in der Niedersächsischen Staatskanzlei; von links: Christine Hawighorst und David McAllister, Stephan Weil und Jörg Mielke

| Amt oder Ressort                                | Bild | Amtsinhaber(in)         | Partei | Partei       | Staatssekretär(in)                                                              | Partei    | Partei     |
| ----------------------------------------------- | --- | ----------------------- | ------ | ------------ | ------------------------------------------------------------------------------- | --------- | ---------- |
| Ministerpräsident Staatskanzlei                 | | Stephan Weil            |        | SPD          | Jörg Mielke Leiter der Staatskanzlei                                            |           | SPD        |
| Ministerpräsident Staatskanzlei                 | Michael Rüter Bevollmächtigter beim Bund (bis 22. August 2017)                                                                         | Stephan Weil            |        | SPD          |                                                                                 |           | SPD        |
| Ministerpräsident Staatskanzlei                 | Birgit Honé Sonderstaatssekretärin für Regionalpolitik. Ab dem 22. August 2017 auch Bevollmächtigte des Landes Niedersachsen beim Bund | Stephan Weil            |        | SPD          |                                                                                 |           | SPD        |
| Ministerpräsident Staatskanzlei                 | Anke Pörksen Sprecherin der Landesregierung                                                                                            | Stephan Weil            |        | SPD          |                                                                                 |           | SPD        |
| Stellvertreter des Ministerpräsidenten          | | Stefan Wenzel           |        | B’90/Grüne   |                                                                                 |           |            |
| Umwelt, Energie und Klimaschutz                 | Almut Kottwitz | Stefan Wenzel           |        | B’90/Grüne   | B’90/Grüne                                                                      |           |            |
| Inneres und Sport                               | | Boris Pistorius         |        | SPD          | Stephan Manke                                                                   |           | SPD        |
| Wirtschaft, Arbeit und Verkehr                  | | Olaf Lies               | SPD    | Frank Nägele | SPD                                                                             |           |            |
| Ernährung, Landwirtschaft und Verbraucherschutz | | Christian Meyer         |        | B’90/Grüne   | Udo Paschedag (bis 29. August 2013) Horst Schörshusen (seit 10. September 2013) |           | B’90/Grüne |
| Finanzen                                        | | Peter-Jürgen Schneider  |        | SPD          | Frank Doods                                                                     |           | SPD        |
| Justiz                                          | | Antje Niewisch-Lennartz |        | B’90/Grüne   | Wolfgang Scheibel (bis 31. Mai 2015) Stefanie Otte (seit 1. Juni 2015)          |           | parteilos  |
| Kultus                                          | | Frauke Heiligenstadt    |        | SPD          | Peter Bräth (bis 31. Juli 2015) Erika Huxhold (seit 1. August 2015)             | parteilos |            |
| Wissenschaft und Kultur                         | | Gabriele Heinen-Kljajić |        | B’90/Grüne   | Andrea Hoops                                                                    |           | B’90/Grüne |
| Soziales, Gesundheit und Gleichstellung         | | Cornelia Rundt          |        | SPD          | Jörg Röhmann                                                                    |           | SPD        |